# Baptiste Thiery
Baptiste Thiery (* 29. Juni 2001 in Lille) ist ein französischer Leichtathlet, der sich auf den Stabhochsprung spezialisiert hat und auch im Zehnkampf an den Start geht.

## Sportliche Laufbahn
Erste internationale Erfahrungen sammelte Baptiste Thiery, der auf  Martinique aufwuchs, bei den CARIFTA-Games 2017 in Willemstad, bei denen er mit übersprungenen 4,50 m die Silbermedaille im Stabhochsprung in der U20-Altersklasse gewann. Anschließend belegte er beim Europäischen Olympischen Jugendfestival (EYOF) in Győr mit 4,90 m den vierten Platz. Im Jahr darauf siegte er mit 5,05 m bei den CARIFTA-Games in Nassau und gewann dann bei den U18-Europameisterschaften in Győr mit 5,30 m die Silbermedaille. Daraufhin startete er bei den Olympischen Jugendspielen in Buenos Aires und sicherte sich dort die Goldmedaille. 2019 siegte er mit 4,50 m erneut bei den CARIFTA-Games in George Town und im Weitsprung belegte er dort mit 7,07 m den siebten Platz. Im Juli nahm er im Zehnkampf an den U20-Europameisterschaften in Borås teil und gelangte dort mit 6606 Punkten auf den 20. Platz. 2021 wurde er beim Hypomeeting in Götzis mit 7766 Punkten 16. und anschließend erreichte er bei den U23-Europameisterschaften in Tallinn mit 7915 Punkten den fünften Platz. Im Jahr darauf konnte er seinen Wettkampf in Götzis nicht beenden und wurde anschließend bei den Europameisterschaften in München mit 8057 Punkten Neunter. Im September siegte er mit 5,48 m im Stabhochsprung bei den U23-Mittelmeer-Meisterschaften in Pescara. 2023 belegte er bei den U23-Europameisterschaften in Espoo mit 5,50 m den sechsten Platz und schied anschließend bei den Weltmeisterschaften in Budapest mit 5,70 m in der Qualifikationsrunde aus. Im Jahr darauf gelangte er bei den Europameisterschaften in Rom mit 5,75 m auf Rang neun.
2025 gelangte er bei den Halleneuropameisterschaften in Apeldoorn mit 5,60 m auf den neunten Platz im Stabhochsprung und kurz darauf brachte er bei den Hallenweltmeisterschaften in Nanjing keinen gültigen Versuch zustande.
2022 wurde Thiery französischer Meister im Zehnkampf.

## Persönliche Bestleistungen
- Stabhochsprung: 5,91 m, 28. Februar 2025 in Clermont-Ferrand
- Zehnkampf: 8057 Punkte, 16. August 2022 in München